# 가우룽완역
이 문서의 광둥어 명칭은 위키백과 자체의 광둥어 표기법을 따른 것입니다. 따라서 통용 표기법과는 다를 수 있습니다.
가우룽완역 (중국어 정체자: 九龍灣, 광둥어 예일: Gáulùngwāan), 영어명 가우룽베이역(영어: Kowloon Choi Hung)은 홍콩 지하철 군통 선의 역이다. 홍콩 가우룽 동부의 초이훙 역과 응아우타우콕역 사이에 있으며 1979년 군통선 첫 개통 당시에 문을 열었다.
가우룽베이 역은 군통 선의 다섯 개 지상역 중 하나이며, 응아우타우콕역, 군통 역과 함께 역 구조가 고가 개방형식으로 되어 있다. 지상역이라는 특성상 스크린도어 설치가 어려웠기 때문에 항철공사 측은 2011년 가우룽베이 역에 스크린도어를 설치하지 않는 대신 승강장 자동문을 설치하였다.
항철공사 본부와 쿤통선 차량기지가 이 역이 위치해 있다. 또 차량기지 위쪽에는 항철공사가 처음으로 조성한 거주단지인 텔퍼드 가든스가 자리잡고 있다.

## 역 구조

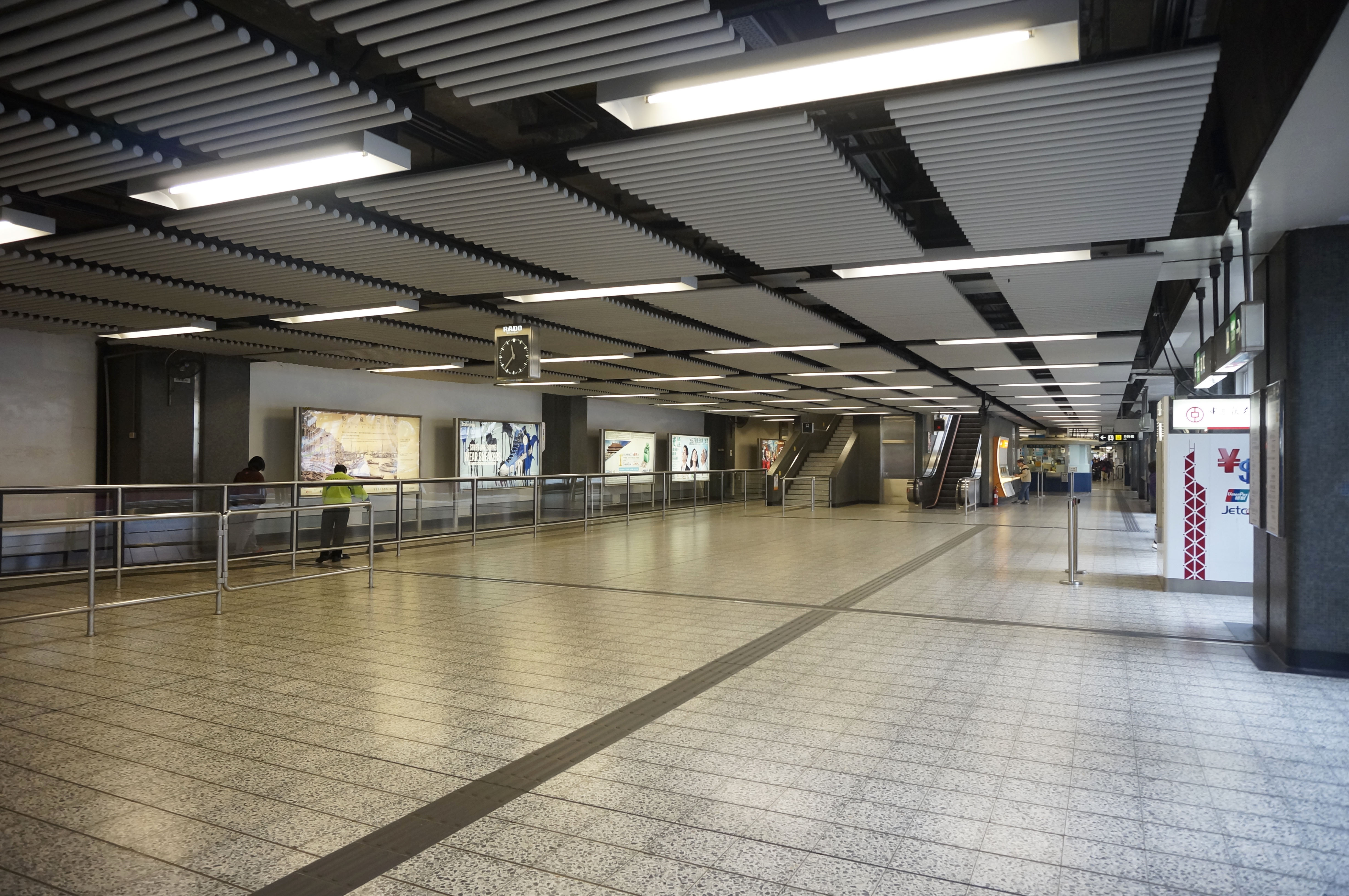
가우룽베이 역 승강장

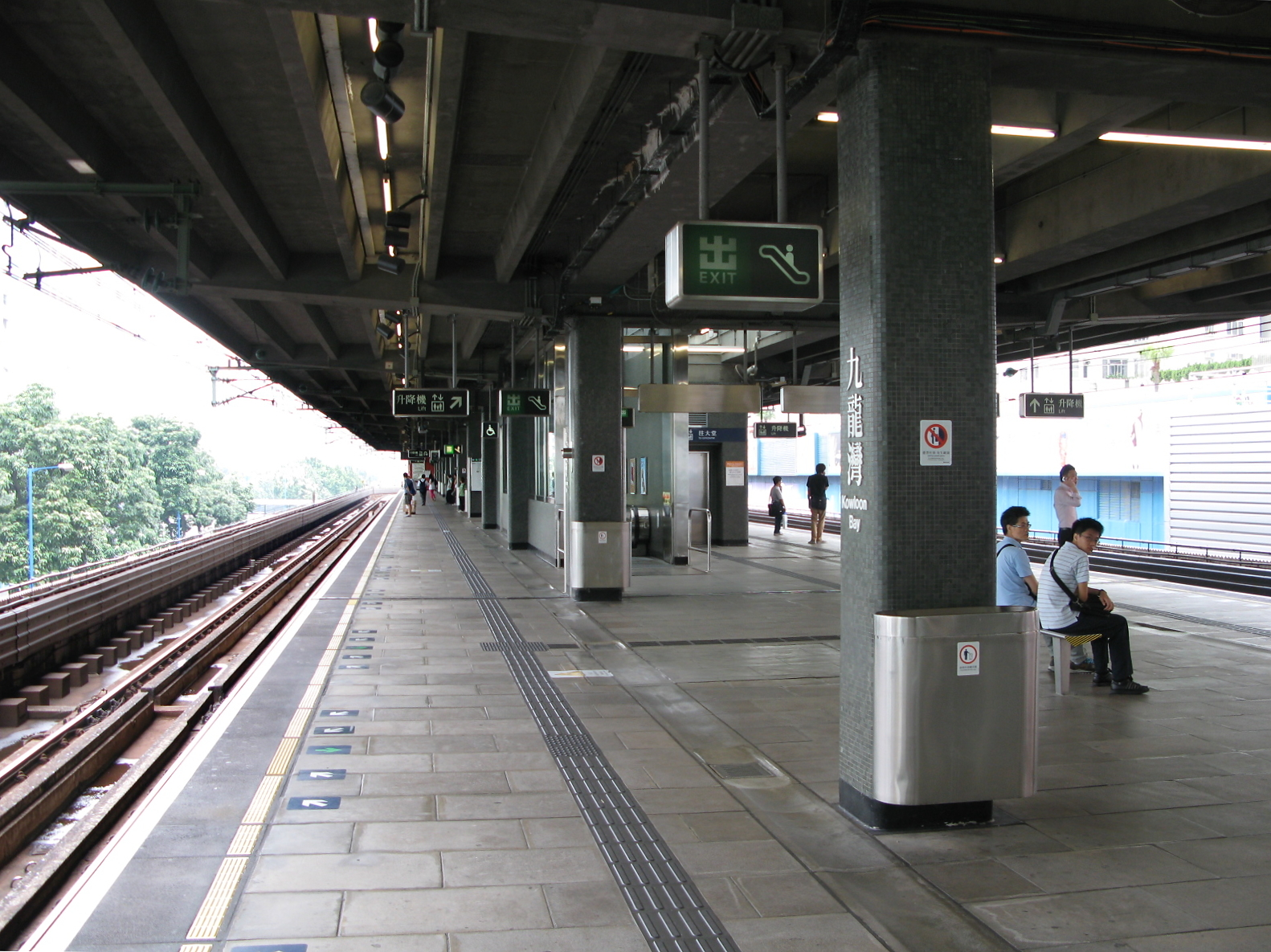
승강장 자동문이 설치되기 전의 가우룽베이 역

1번과 2번 승강장이 하나의 섬식 승강장을 공유한 구조이다.
| U2 승강장 | 승강장 1                   | → 군통선 티우겡렝 방면 (아우타우곡) → |
| U2 승강장 | 섬식 승강장, 오른쪽문 열림 |                                       |
| U2 승강장 | 승강장 2                   | ← 군통선 웡보 방면 (초이훙)           |
| U1        | 대합실                     | 출입구, 텔퍼드 광장, 텔퍼드 가든      |
| U1        | 대합실                     | 고객서비스, MTR샵                     |
| U1        | 대합실                     | 항셍은행, 자판기, ATM기               |
| U1        | 대합실                     | 'i센터' 무료 인터넷                   |
| G         | 차량기지                   | 출입구, MTR 가우룽베이 차량기지       |

## 출입구
- A: MTR 본부 건물
- B: 아모이 가든스
- C: 텔퍼드 광장[2]

## 대중교통

### 미니버스 노선
- 리치랜드 가든스 (가이입 단지와 가우룽완 건강센터 경유): 51M (A출입구)
- 사이궁 : 1 (A출입구)

### 버스 노선
- 훙함 페리 부두 (마타우와이 경유):15 (A출입구)
- 가우룽완 국제무역전시센터, 가우룽완 산업지구: 메가박스/KITEC행 프리 셔틀버스 (A출입구)
- 가우룽싱 페리 부두:11B (A출입구)
- 오이만 단지 (마타우와이, 호만틴 경유):17 (A출입구)
- 웡보 공원 (도콰완, 훙함 산업지구 경유):5D (훙함 순환노선, A출입구)
- 홍콩 국제공항: A22 (A출입구)
- 마온산 (시우렉윈 경유):89C, 89D (A출입구)
- 사틴:89B (A출입구), 89X (A출입구)
- 성서이/륀워후이/판링:277E, 277X (A출입구)
- 다이포:74X (급행노선, A출입구)
- 튄문:62X (출퇴근 전용노선, A출입구), 258D, 259D (A출입구)
- 틴서이와이/윈롱: 268C,269C (A출입구)